# Rossana Beccari
Rossana Beccari (Roma, 18 febbraio 1927 – Roma, 10 dicembre 1979) è stata una cantante italiana.

## Biografia
Nel 1942 a soli quindici anni partecipa ad un concorso per nuovi cantanti indetto dall'Eiar, classificandosi al primo posto su tremila partecipanti; debutta quindi a Radio Roma con l'Orchestra Armoniosa di Tarcisio Fusco, lanciando la canzone Torna amore.
Incide per la Parlophon e, nel dopoguerra, pubblica alcuni 78 giri con canzoni folk in romanesco in duetto con Claudio Villa, distaccandosi dal suo genere melodico abituale.
Passa poi alla Cetra alla fine degli anni '40.
Nel 1950 la sua canzone Vieni con me è inserita nella colonna sonora del film di Luciano Emmer Domenica d'agosto. Sempre nel 1950 partecipa a diverse trasmissioni radiofoniche RAI, accompagnata dall'orchestra del maestro Francesco Donadio con i cantanti Antonio Basurto, Gianna Redi, Enzo Poli.
L'anno successivo si trasferisce in Brasile, dove continua la carriera fino al 1959; tornata in Italia, si ritira dall'attività artistica per motivi di salute.

## Discografia

### Singoli
- 1947 - Stornelli romani a dispetto 1/Stornelli romani a dispetto 2 (Parlophon, C-8136; con Claudio Villa)
- 1949 - Samba a Posillipo/Povero Pedro (Cetra, DC 5029; con Sergio D'Alba)
- 1950 - Bonne Nuit Chérie/Ai bei tempi che Berta filava (Cetra, DC 5134; lato A cantato da Clara Jaione)